# Anda Călugăreanu
Anda Călugăreanu (Anca Miranda Călugăreanu; n. 24 octombrie 1946, București, România – d. 15 august 1992, București, România) a fost o actriță și interpretă de muzică ușoară și folk.

## Biografie
S-a născut la data de 24 octombrie 1946 la București, fiind fiica lui Traian și a Elenei Călugăreanu. După moartea tatălui său, în anul 1957, mama sa a luat hotărârea ca ea și fiica ei să locuiască în cartierul Ghencea la bunicii din partea mamei. Aici Anda a făcut școala primară, gimnazială și mai apoi liceul. După moartea bunicilor, în anul 1965, și-a făcut debutul la Sala Palatului din București.

### Carieră artistică
Prima apariție mai importantă a fost cu formația Sincron, la Sala Palatului din București, în anul 1965. A colaborat ani de-a rândul la Cenaclul Flacăra. O perioadă destul de îndelungată a format, împreună cu actorii Dan Tufaru, cu care a și fost căsătorită, și Florian Pittiș, un trio muzical-cupletistic, care, în regia lui Alexandru Bocăneț, a fost unul dintre punctele de atracție ale spectacolelor de estradă ale Televiziunii. Rămân celebre cupletele sale alături de Toma Caragiu. A luat parte la numeroase festivaluri și turnee în țară și peste hotare.
Începând cu jumătatea anilor '70, Anda Călugăreanu și-a descoperit o nouă vocație - muzica folk, urmată de pasiunea pentru actorie. Continuă activitatea muzicală; se înscrie la cursurile I.A.T.C.. Apariția ei în muzicalul Mitică Popescu de Nicu Alifantis (1984) este revelatoare pentru înzestrarea artistică a protagonistei. În anul 1987 i se editează un LP la Electrecord pe muzica lui Nicu Alifantis și aranjamentul orchestral al lui Doru Căplescu.
Vocea Andei a devenit vocea personajului Oache din filmul Maria Mirabela (1981) și Maria Mirabela în Tranzistoria (1989), regizate de Ion Popescu-Gopo, iar mai târziu a moderat emisiunea matinală pentru copii "Club Anda" (1990-92), alături de păpușa Omidé.
A participat la Festivalul Cerbul de Aur, ediția a II-a (1969), unde a luat mențiune.
A participat la Festivalul de muzică ușoară românească Mamaia - ediția a VII-a (1972), unde a câștigat Premiul de interpretare alături de Aurelian Andreescu, Doina Badea, Corina Chiriac, Mihai Constantinescu, Cornel Constantiniu, Dida Drăgan, George Enache, Stela Enache, Marina Voica, Petre Geambașu.

### Viața personală
Prima ei căsătorie a fost cu actorul Dan Tufaru, în perioada 1971-1979,cu care a avut o fiică, Alexandra-Ioana Tufaru (n. 1977). A doua căsătorie a fost cu Alexandru Medeleanu, în perioada 1981-1992. Starea sănătății sale s-a agravat în martie 1992 după ce s-a întors dintr-un turneu în Israel. Mama ei s-a născut în anul 1911 și a decedat în anul 1984, fiind fiica unor țărani din Slănic, județul Prahova, în timp ce tatăl său a murit în 1957 la vârsta de 55 ani, în urma unui accident feroviar. Bunicii din partea mamei au fost singurii care au susținut-o din toate punctele de vedere, în timp ce mama sa se recăsătorise și avea un copil. După deces, o stradă din București îi poartă numele.

## Repertoriu (selectiv)
- „Seara" (Versuri: Gheorghe Vâlcu, muzica: Radu Șerban)
- „N-am noroc" (Ion Cristinoiu)
- „Cheamă-mă" (Ion Cristinoiu),
- „Vino să dansăm" (Noru Demetriad)
- „Vreau să fiu frumoasă"
- „Pe strada toamnei" (Aurel Giroveanu)
- „Oare nu vezi"
- „M-ai învățat" (L. Ionescu)
- „Vecinii mei sunt muzicanți" (Șt. Kardoș)
- „Bătrânii"
- „E bine" (Al. Mandy)
- „Nu sunt rea" (Titel Popovici)
- „Știa bunica ce dansa" (Claude Romano)
- „Nu mă imita"
- „Ne-am certat"
- „Nu te supăra" (Radu Șerban)
- „Cu viața nu glumi" (Radu Șerban)
- „Băieți frumoși"
- „Duminica în București" (Gelu Solomonescu)
- „Tinerii"
- „O portocală" (Versuri: Ovidiu Dumitru, melodie: Marius Țeicu)[12]
- „Nu mi-ar fi necaz" (A. Winkler)
- „Nu te-nțeleg" (Vasile V. Vasilache)
- „Mâna să-mi fie curată"
- „Micul prinț" (Nicu Alifantis)
- „Prin nopți tăcute"
- „Să ai un plop" (A. Călugăreanu)
- „Hai Rapid!" (preluare Dire Straits)
- „Cip, cirip" (preluare Middle of the Road)
- „Un tren alb" (preluare Gilbert Becaud)
- „Prietena mea" (preluare Beatles)
- „Mari vedete suntem" (preluare T. Rex)
- „Plec" (preluare Proclaimers)

## Filmografie
- Omul și camera - 1966
- Robinson Crusoe (1974) - vocea lui Vineri
- Un orfelin iubea o orfelina (scurtmetraj) - 1976
- Bietul Ioanide (1980)
- Stop cadru la masă (1980)[13]
- Maria Mirabela (1981) - vocea lui Oache[14]
- O zi la București (1987)[15]
- Secretul lui Nemesis (1987)
- Uimitoarele aventuri ale muschetarilor (1988) - vocea lui D'Artagnan[16]
- Maria Mirabela în Tranzistoria (1989) - vocea lui Oache
- Călătoriile lui Pin-Pin (1990) - voce

## Cântece interpretate laCenaclul Flacăra
- Tăcut (Adrian Păunescu)
- Noi nu (Nicolae Labiș)
- Seara (Muzica: Gheorghe Vâlcu, Versuri: Radu Șerban)
- Bocet ( Adrian Păunescu )
- De bine, de rău (Ion Nicolescu)

### Articole biografice
- Vă mai amintiți de: Anda Călugăreanu, 23 noiembrie 2010, Eliza Zdru, Adevărul